# جوليان كوب
جوليان كوب (بالإنجليزية: Julian Cope)‏ هو كاتب أغاني وكاتب ومغني وموسيقي ومغن مؤلف بريطاني، ولد في 21 أكتوبر 1957 في Deri, Caerphilly ‏ في المملكة المتحدة.

## وصلات خارجية
- الموقع الرسمي
- جوليان كوب على موقع IMDb (الإنجليزية)
- جوليان كوب على موقع ميوزك برينز (الإنجليزية)
- جوليان كوب على موقع إن إن دي بي (الإنجليزية)
- جوليان كوب على موقع أول ميوزيك (الإنجليزية)
- جوليان كوب على موقع ديسكوغز (الإنجليزية)